# Peder Söderström
Peder Söderström, född 18 mars 1967 i Stockholm är en svensk officer med tjänstegraden överste. Söderström är sedan 8 juli 2021 förbandschef för Heavy Airlift Wing. Men han har nu avgått sommaren 2023. 

## Biografi
Söderström inledde sin karriär inom Försvarsmakten genom sin värnplikt som flygelev på Krigsflygskolan i Ljungbyhed. År 1988 utexaminerades Söderström från Krigsflygskolan och 1989 inledde han sin tjänstgöring i Flygvapnet som viggenpilot vid Jämtlands flygflottilj i Östersund. Söderström tjänstgjorde vid flottiljen åren 1989–2000, där han avslutade med att vara flygdivisionschef för 42. stridsflygdivisionen. Åren 2000–2004 genomgick han chefsprogrammet vid Försvarshögskolan samt ett år vid Air Command & Staff College Maxwell Air Force Base, Alabama, USA. Åren 2004–2010 var han provflygare FMV T&E (Försvarets materielverk test och evaluering) och senare även flygchef för samma enhet. Åren 2010–2013 var han ställföreträdande chef för Helikopterflottiljen. Åren 2013–2014 tjänstgjorde han som stabschef vid ISAF högkvarteret för Regional Command North i Afghanistan. Åren 2014–2017 tjänstgjorde han som flottiljchef vid Helikopterflottiljen. Åren 2018–2019 genomgick han flygutbildning för Boeing C-17 Globemaster III vid Altus Air Force Base i USA, samt Försvarsmaktens överlevnadsskolas flykt- och överlevnadskurs i Karlsborg. Den 27 juni 2019 tillträdde Söderström ställföreträdande förbandschef för Heavy Airlift Wing. Den 8 juli 2021 övertog Peder Söderström, som förste svensk, rollen som förbandschef för Heavy Airlift Wing. Där James S. Sparrow överlämnade befälet till Peder Söderström vid en ceremoni vid förbandets flygbas i Ungern.
Peder Söderström är gift med Jenny Söderström. Tillsammans har de tre barn, Victor (16 år), Alexander (25 år) och Harald (27 år).